# Connor Price
Connor Price (geboren op 11 november 1994) is een Canadese acteur, rapper en internetberoemdheid. Price begon zijn carrière als jeugdacteur, maar is in 2024 voornamelijk bekend van zijn hiphop en rap en zijn viral Spin the Globe-serie waarin hij samenwerkt met artiesten uit andere landen. 

## Carrière

### Acteur
Price's carrière als acteur begon op zesjarige leeftijd. Zijn eerste grote rol was die van Jay Braddock, de oudste zoon van Russell Crowe en Renée Zellweger in de Oscar-genomineerde film Cinderella Man van Ron Howard. Price verkreeg verdere bekendheid via zijn rol als Kenny in de serie Being Human en de rol als Harry James gedurende drie seizoenen in de Tweede Wereldoorlog-serie X Company.
In 2024 had Price een gastrol als dj in seizoen 6 van de politieserie The Rookie.

### Artiest
In 2017 maakte Price zijn debuut als artiest, voornamelijk in hiphop en rap. Zijn online serie Spin the Globe, waarin hij een wereldbol draait, blind een land kiest en dan samenwerkt met een artiest uit dat land, bleek zeer succesvol. Voor het nummer Spinnin' werkte Price samen met de Almeerse rapper Bens. Spinnin' bereikte de Nederlandse Tipparade, heeft meer dan 150 miljoen streams op Spotify, verkreeg een gouden plaat in Canada en was genomineerd voor een Juno Award voor Rap single van het Jaar.
Op 27 januari 2023 bracht Price Spin the Globe als album uit, met naast Spinnin' samenwerkingen met artiesten uit onder andere Zambia, Zuid-Afrika en India. Per februari 2024 heeft Spin the Globe al meer dan 400 miljoen streams op Spotify behaald. Een vervolgalbum met hetzelfde concept, Spin the Globe 2, kwam uit op 23 februari 2024. In 2023 haalde Price's muziek meer dan één miljard streams, waaronder meer dan 650 miljoen op Spotify.
Price heeft nummers opgenomen met verschillende bekende artiesten, waaronder bbno$, Hoodie Allen, Armani White en Idris Elba.

## Privéleven
Connor Price woont in Los Angeles met zijn vrouw Breanna. Het stel trouwde in 2016 en kreeg op 21 april 2022 een zoon.

## Filmografie
| Jaar | Film                                   | Rol                    | Opmerkingen   |
| ---- | -------------------------------------- | ---------------------- | ------------- |
| 2002 | Sins of the Father                     | Young Bobby Cherry Jr. | televisiefilm |
| 2002 | Crossed Over                           | Young Peter Lowry      | televisiefilm |
| 2002 | Men with Brooms                        | Brandon Foley          |               |
| 2002 | A Promise                              | Stephen                | Korte film    |
| 2002 | Fancy Dancing                          | Michael Pelham         |               |
| 2003 | The Republic of Love                   | Gary Woloschuck        |               |
| 2004 | Evel Knievel                           | Younger Kelly Knievel  | Televisiefilm |
| 2005 | A History of Violence                  | Kid (Uncredited)       |               |
| 2005 | The Fool                               | Young Billy            | Korte film    |
| 2005 | Cinderella Man                         | Jay Braddock           |               |
| 2006 | Find                                   | Young Richard          | Korte film    |
| 2007 | Good Luck Chuck                        | Young Charlie Logan    |               |
| 2007 | The Rocket Man                         | Ben                    | Korte film    |
| 2007 | The Stone Angel                        | Young Matt Currie      |               |
| 2008 | Roxy Hunter and the Horrific Halloween | Stefan                 | Televisiefilm |
| 2009 | Back                                   | Michael Miles          | Televisiefilm |
| 2009 | Ollie & the Baked Halibut              | Ollie the Otter        | Korte film    |
| 2009 | Booky's Crush                          | Georgie                | Televisiefilm |
| 2010 | Almost Kings                           | Joel                   |               |
| 2010 | Summer Camp                            | Eddy Logan             | Televisiefilm |
| 2010 | Cancel Christmas                       | Steve Rojack           |               |
| 2012 | Frenemies                              | Walker                 | Televisiefilm |
| 2013 | Carrie                                 | Freddy "Beak" Holt     |               |
| 2014 | The Good Witch's Wonder                | Jim                    | Televisiefilm |
| 2018 | Honey Bee                              | Matt                   |               |
| 2019 | Hammer                                 | Jeremy Davis           |               |

### Televisie
| Jaar      | Televisieserie                 | Rol                                      | Aflevering/Opmerkingen                                  |
| --------- | ------------------------------ | ---------------------------------------- | ------------------------------------------------------- |
| 2000      | In a Heartbeat                 | Brandon                                  | "Cinderella Syndrome"                                   |
| 2003      | 72 Hours: True Crime           | Ben Richmond                             | "Lone Wolf"                                             |
| 2003      | Doc                            | Brendan                                  | "Angels In Waiting"                                     |
| 2003      | The Save-Ums!                  | B.B. Jammies                             | Als stemacteur                                          |
| 2005      | Kevin Hill                     | Bryce                                    | "In This Corner"                                        |
| 2006      | Alice, I Think                 | Mac MacLeod                              | 13 afleveringen                                         |
| 2007      | Love You to Death              | Stuart                                   | "Time Capsule Murder"                                   |
| 2007      | The Dead Zone                  | J.J. Bannerman                           | 9 afleveringen                                          |
| 2007      | The Rick Mercer Report         | Boy in 'Canada Savings Bonds'            | Seizoen 5, Aflevering 5                                 |
| 2007      | Not This But This              | Johnny                                   |                                                         |
| 2007      | Will & Dewitt                  | Will                                     | 5 afleveringen (2007–2008)                              |
| 2008      | Flashpoint                     | Noah                                     | Seizoen 5, Aflevering 10 "A World of Their Own"         |
| 2008      | The Middleman                  | Duncan                                   | "The Accidental Occidental Conception"                  |
| 2008      | Bakugan Battle Brawlers        | Christopher                              | 3 afleveringen (2008)                                   |
| 2009      | Guns                           | Liam Merriweather                        | Televisie miniserie (2 afleveringen)                    |
| 2010–2012 | R.L. Stine's The Haunting Hour | Brandon                                  | "Really You: Part 1" "Really You: Part 2"               |
| 2010–2012 | R.L. Stine's The Haunting Hour | Ned                                      | "Most Evil Sorcerer Part 1" "Most Evil Sorcerer Part 2" |
| 2011      | Murdoch Mysteries              | Ezra Fielding                            | "Buffalo Shuffle"                                       |
| 2011      | Dan for Mayor                  | Brian McCoogin                           | "Mayor for a Day"                                       |
| 2011      | Haven                          | Henry Stillman                           | "Friend or Faux"                                        |
| 2011–2012 | What's Up Warthogs!            | the annoying Theodore aka Teddy Chadwick | Terugkerende rol                                        |
| 2012      | Alphas                         | Jason Miller                             | "Gaslight" (Uncredited) "Gods and Monsters"             |
| 2013      | Saving Hope                    | Jake                                     | "Why Waste Time"                                        |
| 2013–2014 | Being Human                    | Kenny Fisher                             | 16 afleveringen                                         |
| 2015      | Supernatural                   | Cyrus Styne                              | "The Prisoner"                                          |
| 2015–2017 | X Company                      | Harry James                              | Hoofdrolspeler                                          |
| 2024      | The Rookie                     | DJ Molly                                 | The Hammer                                              |

## Discografie

### Albums
- Spin the Globe (2023)
- Spin the Globe: Season 2 (2024)

### EP's
- 4 of Clubs (2018)[15]
- Trillium (2022)[16]
- Till Next Time, with Nic D (2023)[17]